# Canada-France-Hawaii Telescope
Il Canada-France-Hawaii Telescope (CFHT) è un telescopio in configurazione Cassegrain, con specchio primario del diametro di 3,58 m situato all'Osservatorio di Mauna Kea. Il telescopio è gestito da una collaborazione tra CNRS (Francia), National Research Council (Canada) e Università delle Hawaii. Il suo codice MPC è 267.
Ad aprile 2018 il telescopio è stato dotato di uno spettro-polarimetro ad infrarossi ad alta precisione: SPIRou (SpectroPolarimètre InfraRouge).  Lo strumento è stato progettato specificatamente per rilevare esopianeti di tipo terrestre in zone abitabili intorno a stelle nane rosse vicine e per lo studio della formazione di stelle simili al sole.

## Ricerca e risultati scientifici
- Ad agosto 2018 è stato pubblicato[3] uno studio concernente la scoperta di una stella, Pristine 221.8781+9.7844, considerata tra le più antiche della Via Lattea. L'analisi spettroscopica della sua atmosfera effettuata con i telescopi del gruppo Newton e con lo strumento UVES del VLT ha evidenziato una carenza di metallicità  di un fattore da 10.000 a 100.000 rispetto al Sole con poca presenza di carbonio. La sua purezza rispetto alle stelle generatesi a seguito della morte di quelle di popolazione I la rendono un oggetto molto interessante per lo studio delle dinamiche che hanno originato la Via Lattea e le sue stelle.[4]

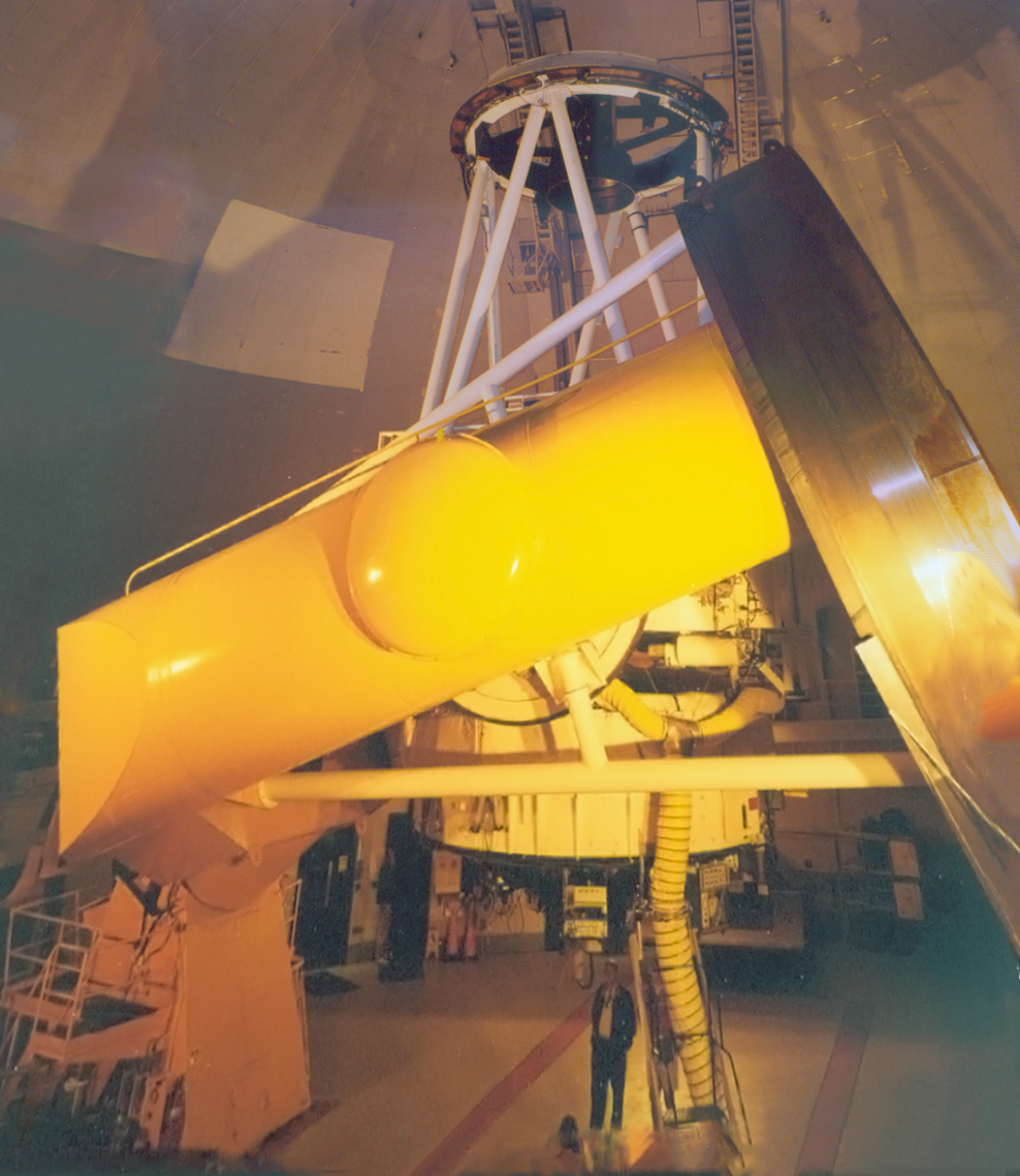
Telescopio dall'interno